# Burg Klevenow

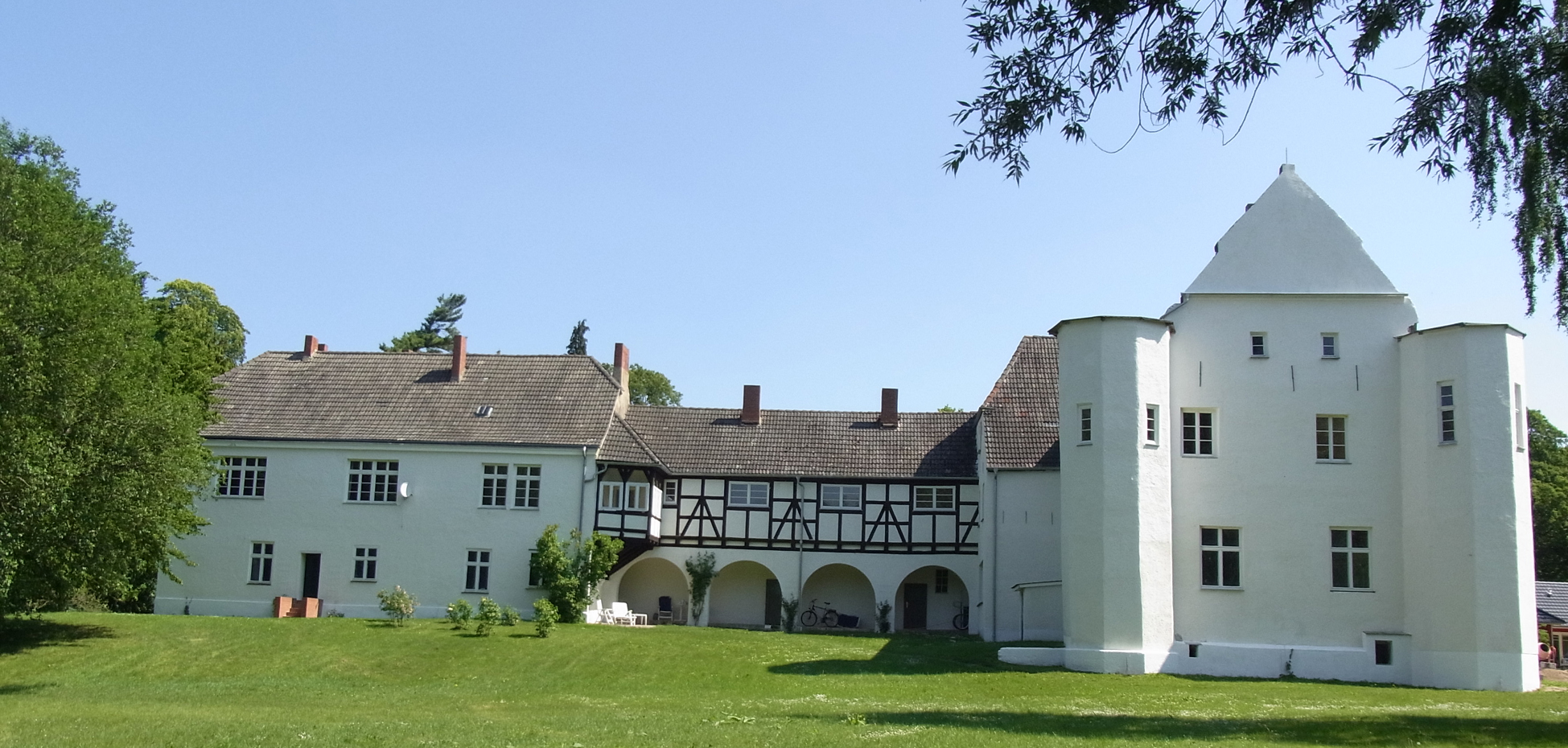
Burg Klevenow, Parkseite

Burg Klevenow ist ein Herrenhaus im Ortsteil Klevenow der Gemeinde Süderholz im Landkreis Vorpommern-Rügen. Es liegt südöstlich von Grimmen nahe der Poggendorfer Trebel.

## Geschichte

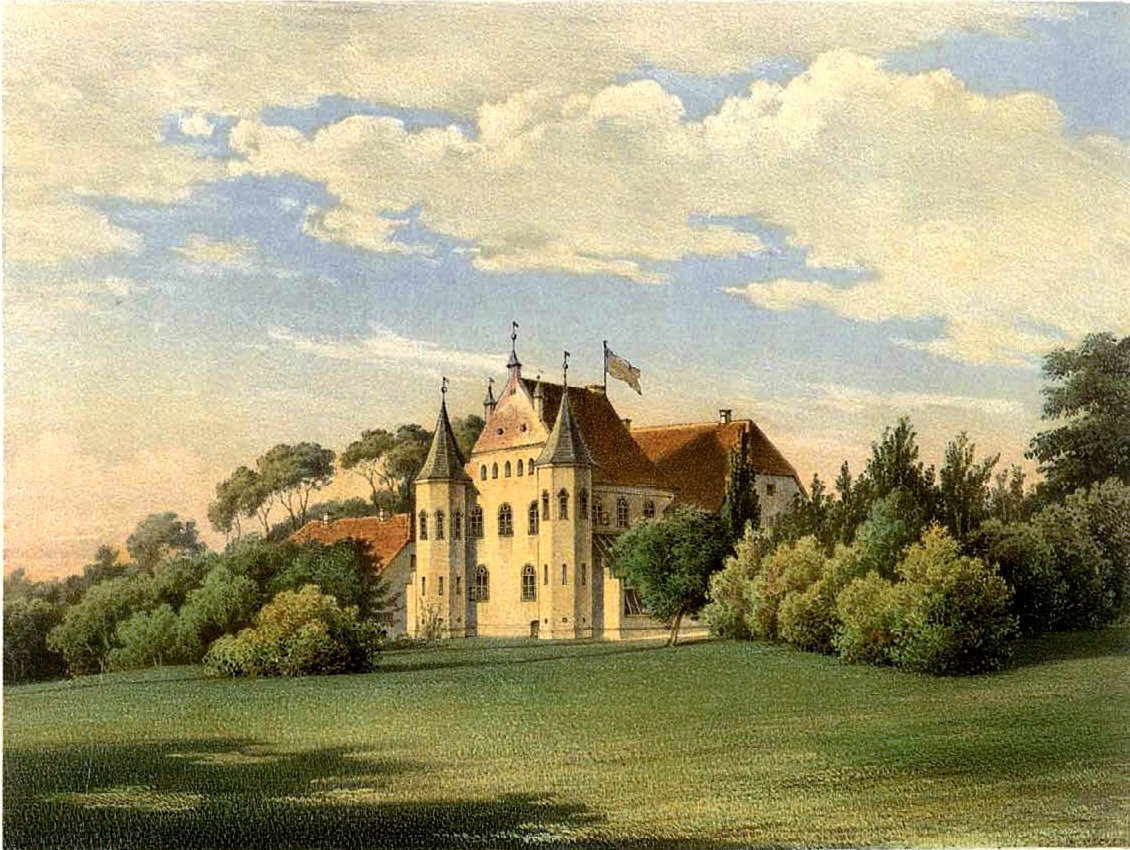
Burg Klevenow um 1861/62, Sammlung Alexander Duncker

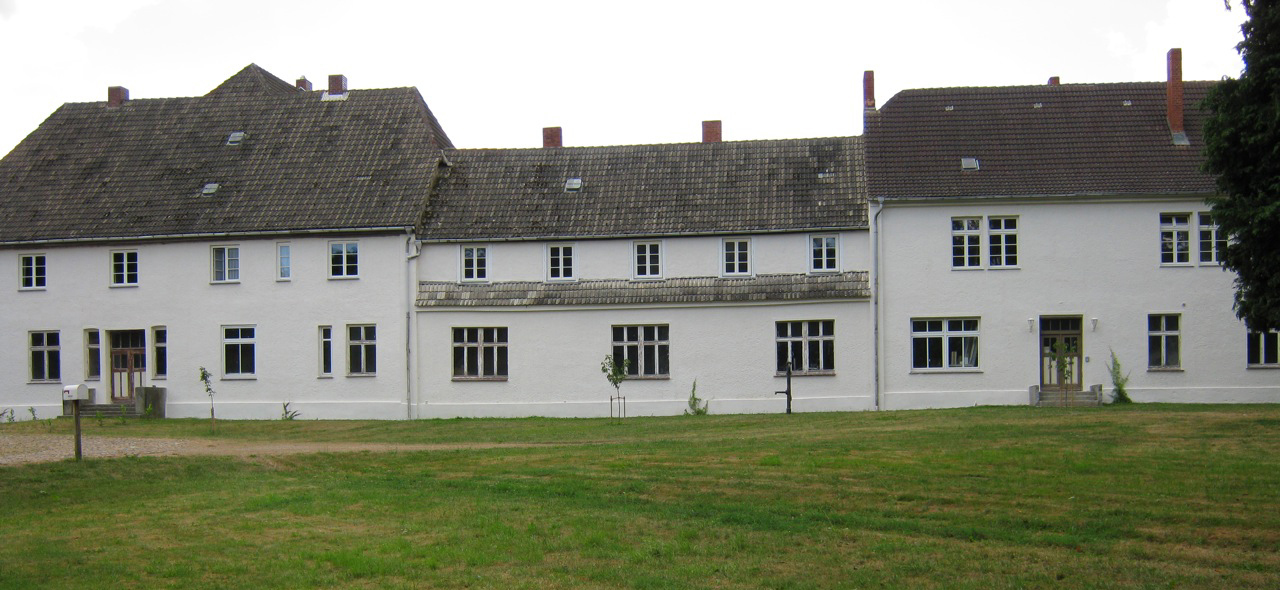
Hofseite

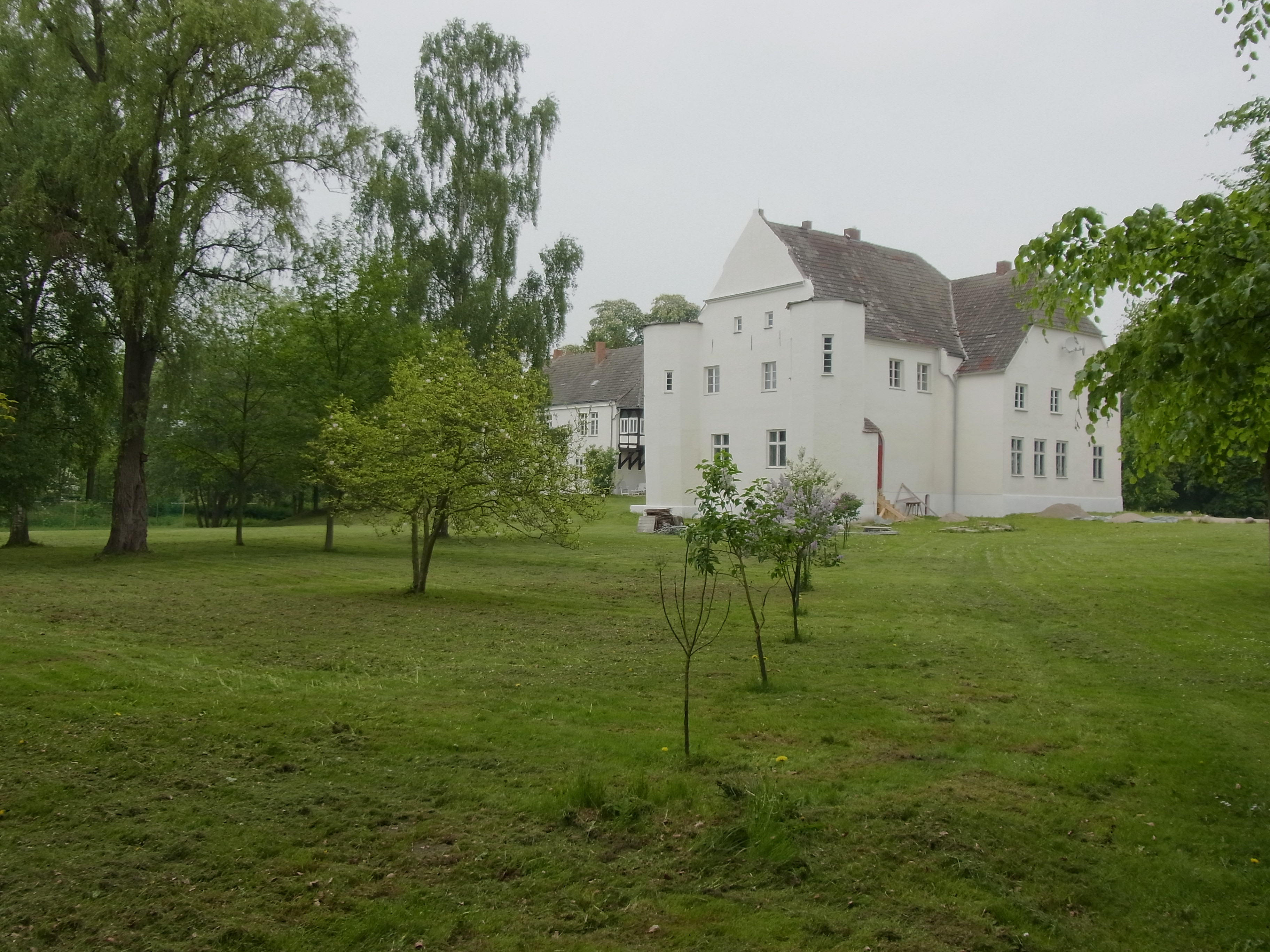
Südseite

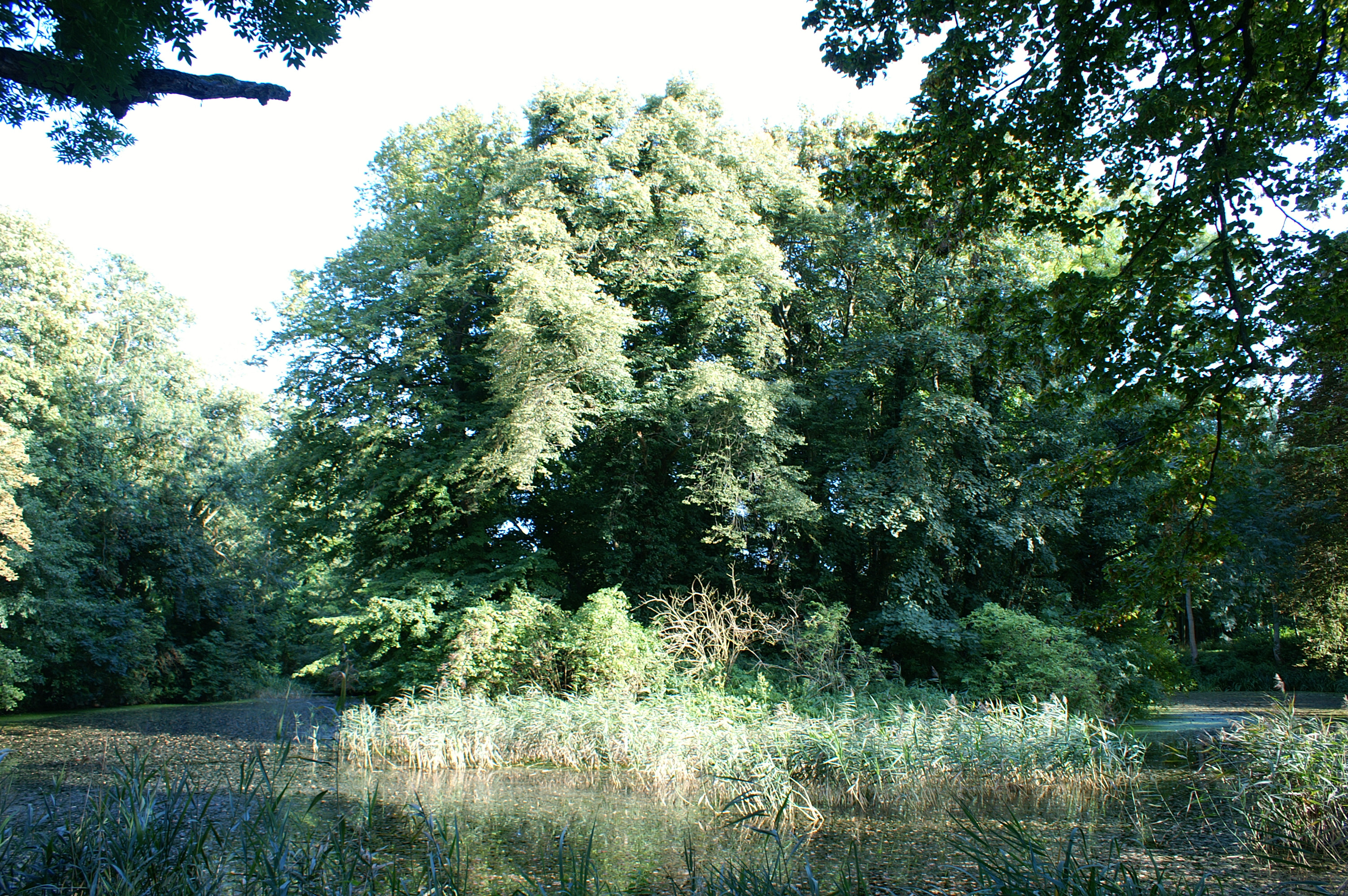
Insel im Teich

Burg Klevenow wurde als Grenzfestung gegen das benachbarteB Herzogtum Mecklenburg angelegt. Ort und Burg Clevenow wurden 1387 erstmals urkundlich erwähnt. Das bis ins 17. Jahrhundert urkundlich belegte Feste Haus wurde als Wasserburg mit den dazugehörigen Gräben und Wallanlagen errichtet.
Im Jahr 1480 belehnte der Herzog Bogislaw X. von Pommern den Burghauptmann und Vogt auf Grimmen und Tribsees, Hans von Wakenitz mit der Burg Klevenow, die bis zum Anfang des 19. Jahrhunderts im Besitz der Familie von Wakenitz blieb. Über Albrecht von Wakenitz entwickelt sich eine Familienlinie Clevenow.
Carl von Wakenitz ließ 1627 umfangreiche Bauarbeiten an der Burganlage durchführen. Während des Dreißigjährigen Krieges kam es zu Kämpfen um die Burg. In der Schwedischen Landesaufnahme von Vorpommern wurde sie noch 1697 als zerstört verzeichnet. Erhebliche Teile der Mauerreste des Südflügels mit den Resten zweier Türme waren erhalten geblieben.
1816 gelangte Burg Klevenow durch Heirat der Emilie von Wakenitz mit Carl Friedrich von der Lancken (1780–1837) aus dem Hause Boldevitz auf Rügen in den Besitz des in schwedischen Diensten stehenden Offiziers. Er fügte den Namen Wakenitz seinem Namen hinzu. Im Jahr 1848 wurden auf den Resten der Burg ein Herrenhaus in der Art eines neugotischen Schlosses errichtet. Nach Osten wurde es durch einen Anbau erweitert. Ein Nordflügel ist als Fachwerkbau ausgeführt und besitzt im westlichen Erdgeschoss Arkaden. Im gleichen Jahr ließ Friedrich von der Lancken-Wakenitz auf den alten Wallanlagen einen etwa 15 Hektar großen Landschaftspark anlegen. Dazu ließ er die Wälle einebnen und die Gräben zuschütten. Im Park, der im Westen bis an die Poggendorfer Trebel reicht, befindet sich ein Teich mit zwei Inseln. Zur nördlich gelegenen Dorfstraße wurde eine Mauer errichtet. Dort befindet sich auch die Schlosskapelle. Der 1848 durch einen Brand beschädigte Gutshof am östlichen Parkrand wurde ebenfalls erneuert.
Nach dem Ersten Weltkrieg erfolgten weitere Umbauten. Letzter adliger Besitzer des zuletzt etwa 517 Hektar großen Gutes war bis zur Bodenreform in der SBZ Malte Freiherr von der Lancken-Wakenitz (1894–1969). Er hatte mit Anteilen unter anderem in Dönnie noch weitere kleinere Besitzungen in der Region. Freiherr von der Lancken war einige Jahre zuerst mit Margarete von Witzleben (1889–1952) und kurz mit Deta von Douglas-Ralswiek verheiratet, er lebte später in Schwaben und starb in Kiel.
Nach dem Krieg wurden zunächst Vertriebene im Haus untergebracht. Zu DDR-Zeiten wurde das Herrenhaus von der Gemeinde genutzt, die dort auch Arztstation, Poststelle und Konsumverkaufsstelle unterbringen ließ. Große Teile des Parks wurden abgeholzt oder verwilderten. Außer einem Sportplatz wurde im Park auch ein Kindergarten errichtet.
In den Jahren 1987 bis 1989 erfolgte eine erste Teilsanierung des Parks. Eine umfassendere Sanierung, bei der auch der Teich entschlammt wurde, fand in den Jahren 1993 bis 1995 statt. Seit 2003 ist Burg Klevenow wieder in Privatbesitz.